# Cyanoneuron
Cyanoneuron är ett släkte av måreväxter. Cyanoneuron ingår i familjen måreväxter.
Kladogram enligt Catalogue of Life:
| Cyanoneuron | \| \| Cyanoneuron cyaneum \| \| \| \| \| \| Cyanoneuron depauperatum \| \| \| \| \| \| Cyanoneuron grandiflorum \| \| \| \| \| \| Cyanoneuron pedunculatum \| \| \| \| \| \| Cyanoneuron pubescens \| \| \| \| |
|             | \| \| Cyanoneuron cyaneum \| \| \| \| \| \| Cyanoneuron depauperatum \| \| \| \| \| \| Cyanoneuron grandiflorum \| \| \| \| \| \| Cyanoneuron pedunculatum \| \| \| \| \| \| Cyanoneuron pubescens \| \| \| \| |
|             | Cyanoneuron cyaneum |
|             | |
|             | Cyanoneuron depauperatum |
|             | |
|             | Cyanoneuron grandiflorum |
|             | |
|             | Cyanoneuron pedunculatum |
|             | |
|             | Cyanoneuron pubescens |
|             | |